# Superhéroes (canción)
«Superhéroes» es una canción del músico argentino Charly García de su álbum debut Yendo de la cama al living. Fue compuesta y grabada en 1982 contando con la participación de Nito Mestre en coros.

## Composición y grabación
El tema tiene su origen a mediados de los años '70, cuando Charly formaba parte del supergrupo La Máquina de Hacer Pájaros. En una serie de presentaciones en 1976 la banda interpretó el tema "Superstars", una demo, por así decirlo, de "Superhéroes". Otra parte de la melodía también terminaría siendo parte de la canción "Obertura 7.7.7." del segundo disco del grupo.
Por su parte, el tema sería olvidado durante años y rescatado por García en las grabaciones de Yendo de la cama al living. Para la ocasión, convocó a su excompañero de Sui Generis, Nito Mestre, con quién recientemente había compartido escenario en el Festival de la Solidaridad Latinoamericana en julio de 1982.
La mayoría de las canciones del álbum hablan de la situación del momento y está canción no iba a quedar atrás. En sí, la letra del tema habla de los finales tiempos restantes de la última dictadura cívico-militar de Argentina que acabaría en 1983.

## Intérpretes
- Charly García: voz, voces, piano electroacústico Yamaha CP-70, bajo eléctrico, batería electrónica programable Roland TR-808.

- Willy Iturri: Batería.

- Nito Mestre: voz.

- Datos: Q110157762